# Синот
Синот (умер 6 сентября приблизительно 80 года) — святой епископ Капуи. День памяти — 6 сентября.
Святой Синот (Sinoto, Senoto, Senone или Sefonte) происходил из греков и был учеником святого Приска. Будучи коадъютором, он занял епископскую кафедру тотчас по кончине святого владыки. Пострадав, 6 сентября приблизительно 80 года святой Синот отошёл ко Господу. Его тело почивает в соборе Беневенто. Небольшая часть мощей почивает в Капуе, в приходском храме Святых Руфа и Карпония (Rufo и Carponio). Раньше торжественное поклонение святому Синоту приходилось на 28 января.
Преемником Синота на кафедре был святой Руф.